# Слободка-Кадиевская
Слободка-Кадиевская (укр. Слобідка-Кадиївська) — село в Ярмолинецком районе Хмельницкой области Украины.
Население по переписи 2001 года составляло 186 человек. Почтовый индекс — 32112. Телефонный код — 3853. Занимает площадь 0,772 км². Код КОАТУУ — 6822789802.

## Местный совет
32112, Хмельницкая обл., Ярмолинецкий р-н, с. Кадиевка